# Акадско царство
Акадско царство је било прво јединствено античко царство на територији Месопоматије које је основао акадски владар Саргон I када је ујединио акадске градове, а затим покорио међусобно завађење Сумере. Престоница је био Акад. Акадом се првобитно звао северни део Месопотамије, насељен Сумерима, где је у доба Акадске династије (око 2350. п. н. е.) почео превладавати семитски елемент. У касније доба владари треће династије у Уру називали су се краљеви Сумера и Акада. Било је више градова у Акаду, од којих су најважнији Сипар, Вавилон и Киш.
Акадско царство је достигло свој политички врхунац између 24. и 22. века пре нове ере, након освајања његовог оснивача Саргона од Акада. Под Саргоном и његовим наследницима, акадски језик је накратко наметнут суседним освојеним државама као што су Елам и Гути. Акад се понекад сматра првим царством у историји, иако значење овог појма није прецизно, а постоје и ранији сумерски наводи.

## Оснивање
Оснивач краљевства био је Саргон Ι. Саргоново порекло било је скромно. Отац му је био узгајивач урми. Некако је доспео на двор кишког краља Урзабабе где се уздигао до позиције ноциоца краљевог пехара. Из непознатих разлога, богови су наредили пад Урзабабе и долазак на власт Саргона. Сумерски текст каже да је Саргон владао 55 година, од 2334. до 2279. године п. н. е. Учврстивши се на престолу, Саргон покреће поход на западни Иран, али и ка северу. Успешно је ратовао са тадашњим моћним државама као што су Мари, Ебла и даље ка западу све до „Кедрове шуме и Сребрних планина“ (данашњи Либан и планине Таурус). Поразио је и заробио краља Урука, Лугал-Загезија. Градови Елама су такође поражени и опљачкани. Вавилон, који тада још увек није било значајно место, Саргон је разорио. Успешно је ратовао и на југу, а према неким изворима је прешао и на Кипар. Тиме је ујединио Месопотамију и основао прво царство у историји. Оно је обухватало територије Елама, Сузу, Сумера, Акада, северне територије од Акада и Сирију.

## Врхунац
Саргона су наследила двојица синова — Римуш и Маништушу. О њима нема много података, али се зна да су очували успехе очевих похода и учврстили власт династије. Римуш је успешно угушио устанке који су избили након очеве смрти. Водио је три похода против Елама (Хишерпрашер ΙΙ). Његов брат и наследник свакако је владао Еламом. Маништушу је наследио син Нарам-Син (2254-2218. п. н. е.). Под Нарам-Сином Акадско царство доживљава врхунац моћи. Нарам-Син је подигао бројне гарнизоне од северне Сирије до западног Ирака. Његову владавину карактерише и градитељска делатност. Водио је успешне походе ка западу против Ебле што отвара питање до које мере је ова област била саставни део царства. Бохаскејски натпис наводи да се против Нарам-Сина удружило седамнаест краљева и да их је све поразио.
Две таблице нађене у Телу (Гирсу) наводе како је Нарам-Син узео нову титулу — „краљ све четири стране света“, тј. универзума. Тиме је себе прогласио божанством. Као божанству су му се морали обраћати и свештеници и народ.

## Опадање и пропаст
Касније повести о Нарам-Сину говоре о великим побунама против њега које је са успехом угушио. Нарам-Син је погинуо у сукобу са Гутима и њиховим вођом Енридавизиром. Наследио га је син Шар-кали-шари који се на власти успео одржати двадесет и пет година (2153—2129). Владавину је започео у лошим условима. Урук и Елам су се још у време његове владавине прогласили независним. Установљено је традиционално објашњење да су Гути са Загроса уништили Акад чија је сврха била да објасни нагли пад династије након смрти Нарам-Сина. Међутим, династија је задржала власт и након Шар-кали-шарове владавине. Након његове владавине наступа кратак период анархије током које су се у три године изменила четворица владара (Иргиги, Ими, Нанум и Илулу). Анархију је окончао краљ Дуду. Дуду и Шудурулу били су последњи владари Акадског краљевства. Укупно су владали четрдесет и шест година. Неколицина месних владара успоставила су независност градова у јужној Месопотамији тако да се територија Дудуа и Шудурулуа смањила на непосредну околину града.

## Држава
Акадско краљевство била је строго централизована држава. Престоница царства био је град Акад који до данас није тачно лоциран. Обично се претпоставља да је у каснијим временима територија данашњег Ирака која се протезала од Багдада до Нипура називана Акадом док је територија од Нипура до Залива називана Сумером. Освојеним областима владали су краљеви намесници који су носили титулу „енси“. Нека места имала су и војног заповедника који је командовао малим гарнизоном.
Стварањем Акадског царства, семитски језик који се говорио у том подручју, познат као акадски језик, потискује сумерски и доминира подручијима Месопотамије две хиљаде година. У Акадском царству користио се његов посебан облик, тзв. староакадски језик. Сумерски језик и даље остаје књижевни језик и језик религијских обреда.

## Акад у Библији
Акад се помиње у Библији у Књизи постања, где се наводи као један од Нимрудових градова (усп. Пост 10,10).

## Акадски владари
| Владар                        | Наследник                                             | Дужина владавине | Приближно време владавине                              | Коментар           |
| ----------------------------- | ----------------------------------------------------- | ---------------- | ------------------------------------------------------ | ------------------ |
| Саргон од Акада               | Урзубабин носилац пехара, оснивач Акадског краљевства | 40 година        | око 2270–2215. п. н. е. (према каснијим хронологијама) |                    |
| Римуш од Акада                | Саргонов син                                          | 9 година         | око 2214–2206. п. н. е.                                |                    |
| Маништушу од Акада            | Старији брат Римуша                                   | 15 година        | око 2205–2191. п. н. е.                                |                    |
| Нарам-Син од Акада            | Маништушуов син                                       | 56 година        | око 2190–2154. п. н. е.                                |                    |
| Шар-Кали-Шари                 | син Нарам-Сина                                        | 25 година        | око 2153–2129. п. н. е.                                |                    |
| Ко је краљ? Ко није краљ?     |                                                       |                  |                                                        |                    |
| - Игиги - Ими - Нанум - Илулу | четворица владала три године                          |                  | око 2128–2125. п. н. е.                                |                    |
| Дуду од Акада                 |                                                       | 21 година        | око 2125–2104. п. н. е.                                |                    |
| Шудурулу                      | Дудуов син                                            | 15 година        | око 2104–2083. п. н. е.                                | Гути освајају Акад |
| Акад прикључен Унугу (Уруку)  |                                                       |                  |                                                        |                    |